# Рудничное (Криворожский район)
Рудничное (укр. Рудничне) — посёлок,
Червоненский сельский совет,
Криворожский район,
Днепропетровская область,
Украина.
Код КОАТУУ — 1221887005. Население по переписи 2001 года составляло 37 человек.

## Географическое положение
Посёлок Рудничное находится на расстоянии в 0,5 км от села Гомельское и
в 1-м км от посёлка Рядовое (Петровский район).
Рядом проходит железная дорога, станция Рядовая в 2-х км.

## История
- В 1946 г. хутор Дрегеровка переименован в Рудничный[2].